# Гейкинг, Карл Александрович фон
Карл Александрович Гейкинг, Генрих-Карл фон Гейкинг (нем. Heinrich Karl Hermann Benjamin von Heyking; 22 июля (2 августа) 1751, имение Оксельн в Курляндии — 18 октября (30 октября) 1809, Санкт-Петербург) — государственный деятель Российской империи. Сенатор, президент Юстиц-коллегии лифляндских, эстляндских и финляндских дел, действительный тайный советник.
Известен обширными воспоминаниями о дворе императора Павла, присоединении Курляндии к России, разделе Польши.

## Биография

### Детство и юность

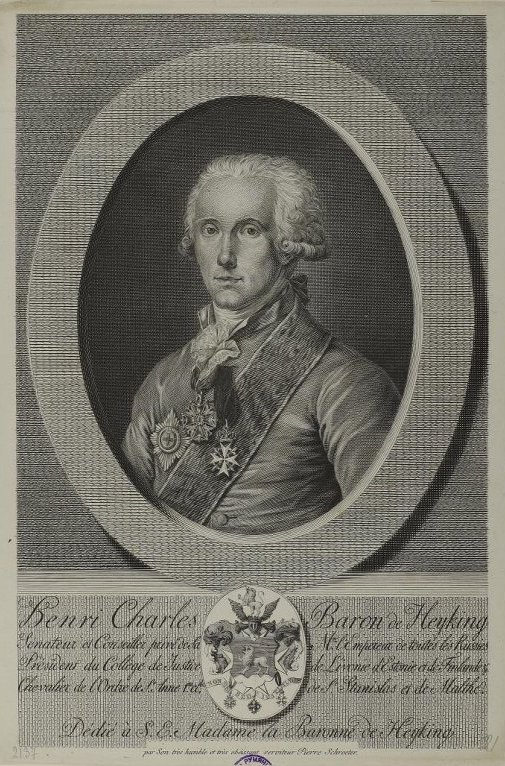
Гравюра работы А. Г. Ухтомского

Гейкинги — курляндский баронский род, происходящий из графства Юлих на Рейне. Около 1490 один из Гейкингов, Генрих, переселился в Курляндию, где ему были пожалованы поместья за военные заслуги. Род внесён в Курляндский дворянский матрикул. Отец Карла, Вильгельм Александр, пользовался расположением польского короля, который дал его двухлетнему сыну Карлу диплом на звание прапорщика полка королевы. Мать Карла, Софья Доротея, урождённая фон Ренне, была дочерью кавалерийского генерала русской службы.
Детство Карл провёл в Митаве, с 1763 — в Варшаве, где находился его отец, приверженец герцога Курляндского Карла (сына польского короля Августа III), изгнанного Россией из своих владений. В конце 1760-х годов Карл фон Гейкинг последовал за герцогом Карлом в Саксонию. Прожив некоторое время в Дрездене, он перебрался в Тешен, где участвовал в совещаниях тайной польской конфедерации как делегат герцога Карла. Карл поступил затем на службу к брату герцога Венцеславу, курфюрсту трирскому. Пять лет Карл провёл в Саксонии в чине подполковника литовской армии.
Затем он вернулся в Варшаву, и, после того, как амнистия утвердила его в офицерском звании, полученном от конфедерации, он поступил на службу в ряды польских войск. После этого утверждения, прослужив около 3-х лет, Карл отправился в Петербург для поступления на русскую службу.

### При Екатерине II
В 1777 году, получив чин полковника, он выехал из Варшавы в Петербург, был представлен Екатерине II и поступил майором в кирасирский Её Величества полк. Несколько раз, исполняя обязанности фельдъегеря, он ездил в Варшаву и в Берлин, где был представлен Фридриху Великому. Во время Крымской кампании он пожелал добровольно принять в ней участие, но по прибытии в Херсон получил приказ вернуться в Варшаву.
В 1784 вернулся в Петербург и подал прошение о переводе его на гражданскую службу. В том же году он вступил в брак с Ангеликой, дочерью начальницы Смольного института Софьи де Лафон. Через два месяца после свадьбы (в апреле 1784) Гейкинг с женой отправился в Варшаву. Немного спустя состоялся указ об увольнении Карла Гейкинга от военной службы. После этого Гейкинг жил в Варшаве, ездил во Францию, Германию, Курляндию и Петербург; неоднократно делал попытки поступить на польскую, прусскую или шведскую службу; несколько лет состоял делегатом курляндского рыцарства в Польше.
1789—1792 годы прошли в борьбе курляндского рыцарства с герцогом Петром Бироном, и Гейкинг принимал в ней участие в качестве делегата рыцарства в Варшаве. Затем последовало примирение герцога с рыцарством, а Екатерина II объявила, что берёт дворянство под своё покровительство. По соглашению (композиционные акты) казённые имения были сданы в аренду дворянам по списку, установленному русским двором. В этот список был включён и Гейкинг, которому, кроме того, курляндское дворянство увеличило жалованье на 100 дукатов в месяц за всё время пребывания его в Гродно во время сейма. В конце 1793 года состоялось окончательное примирение Бирона с дворянством, и Гейкинг, действовавший в Гродно как уполномоченный союзников, прибыл в Митаву; после представления отчёта сейм преподнёс ему награду в 15 000 талеров.
С этого времени началось сближение Гейкинга с герцогом, который поручил ему защищать его интересы при петербургском дворе. По поручению Бирона Гейкинг составил акт отречения от герцогств Курляндии и Семигаллии, поданный ко двору в 1795 году. Екатерина II, по принятии от курляндской депутации присяги, подарила Гейкингу табакерку, усыпанную бриллиантами. В особенности благоволил к Гейкингу великий князь Павел Петрович. Перед отъездом в Митаву Гейкинг получил от него украшенную бриллиантами цепочку для часов. Гейкинг был назначен президентом Курляндской гражданской палаты и получил чин статского советника.

### При Павле I
Со вступлением на престол Павла I Гейкинг был вызван в Петербург и в 1796 году был принят государем, назначен сенатором временного апелляционного департамента с производством в тайные советники, а затем ему было повелено присутствовать в 3-м департаменте Сената. Император ценил способности Гейкинга и неоднократно прибегал к его советам. Так, восстановлению прежних судебных порядков в Курляндии очень способствовал Гейкинг. Гейкингу же совместно с генерал-прокурором было поручено заняться преобразованием управления Курляндии. В 1797 году Гейкинг был назначен президентом Юстиц-коллегии по делам Лифляндии, Эстляндии и Финляндии и членом вновь учрежденной комиссии для редактирования государственных законов. Из деятельности Гейкинга в Юстиц-коллегии известен его циркуляр, разосланный лютеранским пасторам, с запрещением нововведений в церковных порядках. Павел I поручил Гейкингу разработать проект семинарий, дабы избавиться от лиц, поступающих в духовное звание из немецких и вообще иностранных университетов. Поручая Гейкингу различные дела и расследования, государь наградил его орденом св. Анны, сказав при этом: «Это старый долг, который я с радостью уплачиваю». Это был первый русский орден Гейкинга. В это же время Павел I издал указ, по которому «католический департамент вверяется архиепископу Могилевскому». Этот указ Павла І явился результатом борьбы Гейкинга, приверженца нунция и иезуитов, с архиепископом Станиславом Сестренцевичем, президентом католического департамента. Борьба эта едва не погубила Сестренцевича, если бы за него не вступился Безбородко.
В 1798 году Карл Гейкинг составил для Павла I записку о евреях, под влиянием которой Сенат выработал сравнительно благоприятный для евреев законопроект, получивший позже силу закона (14 марта 1799 года). В своей записке Гейкинг, между прочим, остановился на молитве Кол-Нидрей, так как противники гражданского равенства евреев утверждали, будто эта молитва препятствует предоставлению им права свидетельствовать в судах и присягать. Гейкинг удостоверил нравственную основу молитвы.
Милость Павла І продолжалась недолго. Жена его была дружна с фавориткой Екатериной Нелидовой, и изменение отношения государя к последней отразилось и на Гейкене. В 1798 году Гейкинг был вызван к Петру Палену, который объявил ему желание государя, чтобы он немедленно подал в отставку. Гейкен покинул Петербург и отправился в Митаву. Затем Гейкен получил приказ государя переселиться в своё имение Бранденбург. Здесь в 1799 году Гейкинг написал «Mes réminiscences» (Мои воспоминания). Часть этих записок, под названием: «Aus den Tagen Kaiser Pauls, Aufzeichnungen eines Kurlandischen Edelmanns», вышли в Лейпциге в 1886 году. Они проливают некоторый свет на явные и тайные пружины государственной деятельности в эпоху Павла І. Позже в Берлине появилась другая часть воспоминаний Гейкинга: «Aus Polens und Kurlandes letzten Tagen», посвящённая подчинению Курляндии и крушению Польши. Издатель этой книги, родственник автора барон Альфонс Гейкинг, в своем предисловии сообщает, что мемуары, написанные на французском языке, составляют четыре рукописных тома. Мемуары эти написаны живым языком и богаты рассказами из жизни петербургского и варшавского обществ, суждениями и поступками лиц, посвящённых в тайны важнейших политических событий того времени. Мемуары Гейкинга представляют много интересного для истории второй половины XVIII века вообще и Польши с её вассальным княжеством Курляндией — в частности. Несмотря на то, что Гейкинг писал свои мемуары, будучи личным свидетелем и участником в описываемых событиях, в его «Записках» встречается несоответствие чисел и событий.

### При Александре I
После восшествия на престол императора Александра I Гейкинг предпринял большое путешествие за границу, по возвращении был призван на службу, в 1806 был назначен снова присутствовать в Сенате, в 3-й департамент Сената. В 1807 году Гейкинг был произведён в действительные тайные советники, в 1809 году определён во II отделение 3-го департамента, но в том же году уволен, согласно прошению, в отпуск по болезни и осенью того же года скончался в Петербурге, 57-ми лет от роду.

## Семья
Был женат на Ангелике де-Лафон, дочери первой начальницы Смольного монастыря (1764—1797). Женитьба на дочери де-Лафон сблизила его с Нелидовой. Быть может, о его семейных отношениях и участии в курляндском вопросе идёт речь в одном из писем императрицы Екатерины II к П. А. Зубову.